# Aphaenogaster turkestanica
Aphaenogaster turkestanica é uma espécie de inseto do gênero Aphaenogaster, pertencente à família Formicidae.